# Зайцев, Константин Борисович
Константин Борисович Зайцев (род. 9 января 1970, Ангарск, Иркутская область, РСФСР) — российский государственный деятель. Председатель Правительства Иркутской области с января 2023 года. (Первый заместитель Губернатора Иркутской области - председатель правительства Иркутской области с 13 марта 2020 года)

## Биография
Константин Борисович Зайцев родился 9 января 1970 года в г. Ангарске Иркутской области.
В 1987—1988 — инструктор-методист, старший инструктор учебно-спортивного отдела Иркутского областного совета «Динамо». Профессионально занимался лыжным спортом, выступал на российских и всесоюзных соревнованиях, был членом сборной ЦСКА.
В 1993 окончил Иркутский институт народного хозяйства по специальности «бухгалтерский учёт, анализ хозяйственной деятельности и контроль», в 1996 — Иркутскую академию народного хозяйства по специальности «Юриспруденция». В 1988—1991 служил в Вооруженных Силах. В 1993 работал экономистом завода бытовой химии ПО «Ангарскнефтеоргсинтез». В 1993—1997 — экономист по финансовой работе, бухгалтер, главный бухгалтер Ангарского завода бытовой химии АО «Ангарская нефтехимическая компания». В 1997—1999 — заместитель генерального управляющего по экономике и финансам АО «Ангарская нефтехимическая компания».
Избирался депутатом Думы Ангарского муниципального образования (1998—1999). В декабре 1999 избран депутатом Государственной Думы Федерального Собрания Российской Федерации 3-го созыва (1999—2003). Являлся членом комитета по бюджету и налогам, членом постоянных комиссий: по развитию ипотечного кредитования; по вопросам профилактики безнадзорности, беспризорности и наркомании среди несовершеннолетних и молодежи. Входил в депутатскую группу «Регионы России», межфракционные депутатские объединения «Энергия России» и «Деловая Россия».
В 2004—2006 занимал должность Главного федерального инспектора в Иркутской области и Усть-Ордынском Бурятском автономном округе.
В декабре 2007 избран депутатом Государственной Думы ФС РФ 5-го созыва (2007—2011) в составе федерального списка кандидатов ВПП «Единая Россия». Работал заместителем председателя комитета по энергетике. Состоял во фракции «Единая Россия».
С сентября 2006 до июня 2008 являлся секретарем ИРО ВПП «Единая Россия», затем — первым заместителем председателя Межрегионального координационного совета партии «Единая Россия» в Сибирском федеральном округе.
16 января 2012 года Приказом Минфина России № 36/Л назначен на должность руководителя Управления Федеральной налоговой службы по Иркутской области.
С марта 2020 г. — исполняющий обязанности первого заместителя Губернатора Иркутской области — Председателя Правительства Иркутской области.

## Награды
- Медаль ордена «За заслуги перед Отечеством» I степени (4 декабря 2023 года) — за достигнутые трудовые успехи и многолетнюю добросовестную работу[6]
- Медаль ордена «За заслуги перед Отечеством» II степени (9 августа 2006 года) — за достигнутые трудовые успехи и многолетнюю добросовестную работу[7]
- Благодарность Правительства Российской Федерации (18 октября 2010 года) — за заслуги в законотворческой деятельности и многолетнюю добросовестную работу[8]